# 石井多加三
石井 多加三（いしい たかぞう、1921年（大正10年）2月14日 - 2014年（平成26年）6月15日）は、日本の実業家、元国際電信電話（現・KDDI）社長、元郵政事務次官。岡山県岡山市出身。長男の石井健一郎は名古屋大学名誉教授、次男の石井洋二郎は東京大学名誉教授で元東京大学大学院総合文化研究科長・教養学部長。

## 略歴
旧制岡山県第一岡山中学校、旧制第六高等学校文科甲類卒業。
- 1943年（昭和18年） - 東京帝国大学法学部政治学科を卒業。
- 1943年（昭和18年）9月 - 逓信省へ入省。郵務局属[2]。
- 1952年（昭和27年）12月 - 金沢郵政局経理部長に就任。
- 1964年（昭和39年） - 郵政省大臣官房審議官（経理局担当）に就任。
- 1967年（昭和42年）7月 - 郵政省郵務局次長に就任。
- 1968年（昭和43年）11月 - 名古屋郵政局長に就任。
- 1969年（昭和44年）11月 - 郵政省大臣官房資材部長に就任。
- 1971年（昭和46年）7月 - 郵政省貯金局長に就任。
- 1973年（昭和48年）7月 - 郵政省郵務局長に就任。
- 1975年（昭和50年）7月15日 - 郵政事務次官に就任。
- 1977年（昭和52年）7月19日 - 郵政省を退官。
- 1977年（昭和52年）9月 - 日本データ通信協会理事長に就任。
- 1978年（昭和53年）2月 - 郵便貯金振興会理事長に就任。
- 1982年（昭和57年）6月 - 国際電信電話副社長に就任。
- 1985年（昭和60年）6月28日 - 国際電信電話社長に就任。
- 1991年（昭和60年）6月 - 国際電信電話会長に就任。
- 2014年（平成26年）6月15日午後3時30分 - 肺炎のため東京都杉並区で93歳で死去[3]。

## 参考
- 交詢社 第69版 『日本紳士録』 1986年